# (32352) 2000 QT116
2000 QT116 (asteroide 32352) é um asteroide da cintura principal. Possui uma excentricidade de 0.13098460 e uma inclinação de 3.67082º.
Este asteroide foi descoberto no dia 28 de agosto de 2000 por LINEAR em Socorro.